# Batracomorphus ilus
Batracomorphus ilus är en insektsart som beskrevs av Knight 1983. Batracomorphus ilus ingår i släktet Batracomorphus och familjen dvärgstritar. Inga underarter finns listade i Catalogue of Life.